# Humangenetische Beratung
Eine humangenetische Beratung, oft auch als genetische Beratung bezeichnet, dient dazu, genetisch (mit)bedingte Erkrankungen (sogenannte Erbkrankheiten) oder Risiken für Erkrankungen zu erkennen und zu verstehen.
Sie wird in Deutschland, Österreich und der Schweiz von Fachpersonal angeboten, das aufgrund einer Ausbildung und beruflichen Qualifikation  qualifizierte genetische Beratung durchführen kann. In Deutschland ist eine humangenetische Beratung als Voraussetzung für genetische Untersuchungen verpflichtend. Sie darf nur durch Ärztinnen und Ärzten mit besonderer Qualifikation durchgeführt werden (siehe Gendiagnostikgesetz).
Genetische Beratung ist in Österreich und Deutschland eine Leistung aller gesetzlichen Krankenkassen und privaten Krankenversicherungen und wird daher von diesen bezahlt, wenn der Hausarzt oder ein Facharzt einen entsprechenden Überweisungsschein ausstellt.